# Halimolobos stylosus
Halimolobos stylosus är en korsblommig växtart som först beskrevs av Reed Clark Rollins, och fick sitt nu gällande namn av Al-shehbaz och C. Donovan Bailey. Halimolobos stylosus ingår i släktet Halimolobos och familjen korsblommiga växter. Inga underarter finns listade i Catalogue of Life.